# Csordás József
Csordás József (Solt, 1925 – 1980. május 19.) magyar labdarúgó.
Solton kezdett el futballozni. Innen Kiskőrösre igazolt. Később a Ferencváros játékosa lett. Ezt követően a Kecskeméti Kinizsiben szerepelt. 1955-től a Kecskeméti Dózsa játékosa volt.